# Ferrocarril Inter-California
Ferrocarril Inter-California, fue un ferrocarril en el Valle de Mexicali, Baja California de empresarios norteamericanos, que funcionó aproximadamente por 50 años de 1908 a 1959 que iba de San Diego y cruzaba a México hacia Tijuana, que continuaba a Tecate, (todavía existe éstas instalaciones) donde volvía a cruzar a E.U. que pasando por Campo, Jacumba, coyote Wells, Plaster City y, luego por El Centro Ca. llegaba a Calexico California para de nuevo cruzar a Mexicali, viajaba hasta Algodones, cruzaba a Estados Unidos a Yuma Arizona. Otro ramal a partir del Centro California, iba hacia el norte hasta Niland donde se bifurca y continúa hasta los Ángeles y baja hacia el sur hasta Arizona.

## Los inicios
El 1.º de junio de 1894 en el Diario Oficial de la Federación, se publicó el contrato para la construcción del tramo Tijuana-Yuma, del Ferrocarril San Diego-Yuma la ¨Railway Co¨. Ya para 1895 se iniciaba el trazo de este tramo que no era sino un ramal del Ferrocarril C. Southern Pacific.
El 6 de mayo de 1904 se firmó un contrato en la Ciudad de México, entre la Compañía Ferrocarrilera Southern Pacific y el gobierno mexicano, mediante el cual se concedía permiso a aquélla para construir una vía férrea de la línea fronteriza de Mexicali a Los Algodones, un tramo de alrededor de 75 kilómetros.
El ferrocarril fue construido en beneficio para los norteamericanos, tanto para el traslado de pasajeros como para el transporte de mercancías, pero vino a beneficiar a México, y el Valle de Mexicali, pues por muchos años fue el único medio de comunicación para los ranchos, sus propietarios, comerciantes y trabajadores.
El 6 de septiembre de 1904, llegó a Calexico vagones con durmientes, caballos, mulas, y un millar de hombres como peones, para la construcción del ferrocarril.
En ese entonces había que abrirse paso por el monte desértico por donde pasarían las vías. A principios de 1905 el ferrocarril llegó a la estación Mexicali, procedente del entronque Imperial en el Valle Imperial. El desarrollo fue lento y difícil, y en agosto de 1905 cuando ya se tenían unos 39 kilómetros de vía construidos, o sea en la estación Cucapá se desborda el Río Colorado de su caudal inundando parte del Valle de Mexicali causando daños totales a la obra ferroviaria. El asunto se repitió en 1906.
En 1906 se empezaron los trabajos de Yuma hacia Mexicali. En 1907, en el mes de septiembre se reinician las obras de una forma persistente y es así como en agosto de 1909 realiza el tren su primer recorrido de la ciudad de Mexicali a Los Algodones. El trayecto constaba de 83.16 kilómetros. La ruta era semicircular, pues bajaba de Mexicali 4 estaciones al sur del Valle de Mexicali, hasta Estación Pascualitos, para luego continuar al este varios kilómetros hasta estación Batáquez para posteriormente subir al norte hasta Estación Algodones. El tren funcionaba con cuatro vagones para el transporte de personas que iba y venía lleno de ¨Colas¨, como les decían a los chinos, (tiempo después se las cortaron). También llevaba 25 carros para el transporte de mercancías. La velocidad de crucero era hasta de 55 kilómetros por hora. Detenía su recorrido en cada pequeña estación.
Las 19 estaciones que existían eran: Mexicali, Packard, Ampac, Palaco, Pascualitos, Sesbania, Casey, Cucapá, Pólvora, Hechicera, Burdick, Volcano, Batáquez, Tecolotes, Paredones, Cuervos, Dieguinos, Empalme y Algodones. Después cruzaba como punto final a Yuma, Arizona, E.U. el primer Gerente del Ferrocarril fue el señor Guillermo Andrade y posteriormente Mr. Edward G. Burdick.
El tren transportaba mercancías y productos, así como a viajeros, ya que en ese tiempo era el único medio de transporte público y por lo tanto el más importante del Valle de Mexicali. La mercancía transportada ese ferrocarril eran insumos agrícolas, herramientas, semillas, y materias primas para la agricultura del Valle de Mexicali. Los americanos transportaban sus mercancías de Calexico a Yuma. Una vez que se desarrolló el Valle por ahí sacaban las cosechas tanto de algodón, alfalfa y legumbres producidas por los agricultores chinos, americanos y mexicanos que surtían a la ciudad de Mexicali y otras continuaban hacia Estados Unidos. En Hechicera sacaban los productos de puerco que ya se procesaban, como jamón, tocino, manteca y su carne, productos que en su mayoría eran distribuidas en los Estados Unidos, y también en lo local; también producían aves de corral, y carne de res, para la empresa del apoderado John Cudahy Co. de Chicago. (Que aquí salió el nombre de Carejey que por ahí existe en el Valle de Mexicali).
El hecho de comunicar por medio del al Valle de Mexicali, originó el desarrollo del norte del Valle de Mexicali y sus poblados, ya que antes sólo estaban comunicados antiguamente por brechas y caminos difíciles, polvorientos que hacían la labor más difícil. Por ésta razón, los inmigrantes empezaron arribar de todas partes del País para desmontar, canalizar, nivelar y sembrar y conquistar al Valle de Mexicali.
Los lugareños bautizaron primeramente al tren como ¨El Chinero¨, por la gran cantidad de chinos que había en los campos agrícolas. Luego se le conoció como el “San Diego”, porque desde ese lugar partía el tren. Después se le conoció como ¨El Pachuco¨, porque cobraban un peso y así le llamaba la gente al billete de un peso mexicano de aquellos años.
El ferrocarril propiedad de americanos, sacó de su aislamiento a Tijuana, Tecate y Mexicali y las conectó entre sí y con Estados Unidos antes que con la República Mexicana, al igual que por carretera.
En 1924, con José Inocente Lugo como gobernador del Distrito Norte de Baja California, elaboró un proyecto para abrir un ramal de Pascualitos hacia la Bomba, por el Río Hardy, delante del Cerro el Mayor, que luego se extendería hasta San Felipe, y más al sur hasta San Luis Gonzaga. El proyecto se llamó Ferrocarril de la Baja California. Se iniciaron los trabajos por 30 kilómetros, hasta estación Delta, pero pronto se abandonó el proyecto. De 1927 a 1934 lucharon contra las aguas pantanosas por inundaciones del Río Colorado. Se realizaron proyectos al Puerto de Otis, entre el puerto Isabel y Santa Clara. Y debería terminarse en 1934. Dos etapas fueron: De Pascualitos a Fuentes Brotantes con 82 400 km. y de ahí a Puerto Otis unos 48 km al sur.
En octubre de 1929 la compañía se reorganizó habiendo cambiado el nombre original, por el de Ferrocarril Inter-California del Sur, y por acuerdo de la Colorado River Land Company, el ferrocarril pasó a depender del Ferrocarril Southern Pacific. La construcción prosiguió y en 1930 la vía llegó hasta un lugar llamado Fuentes Brotantes que posteriormente se conoció como Estación Médanos, unos cuantos kilómetros delante de Estación Riíto.
En 1929 se suscitó la depresión económica, en los Estados Unidos y se reflejó en una disminución de la actividad y como consecuencia también en el Valle de Mexicali, por lo que dejó de utilizarse con la misma frecuencia el ferrocarril, que después de haber movilizado 35,830 toneladas en 1929, bajó a 6,350 en 1932; por lo que la compañía estaba operando con números rojos. Por otra parte, las avenidas sin control que continuaban dificultaban la labor.
En 1930, el Inter-California fue adquirido por la ferroviaria Southern Pacific.
Harry Chandler, accionista y funcionario de la Compañía Colorado River Land, declaró que mientras no se controlaran las avenidas del río, no podría operar el ferrocarril. La concesión de la segunda etapa fue cancelada y la compañía siguió operando un tren mixto cada martes.
Entre 1931 y 1936, se construyó la Presa Hoover, cerca de las Vegas Nevada, misma que controló las avenidas del Río Colorado. Los esfuerzos ampliación ferroviaria hacia el sur, continuaron hasta que lograron llegar en 1940 hasta Puerto Peñasco, con estaciones en km. 39 y km. 43, cruzando el río colorado en el km. 49, y Riíto (Sonora).
El Ing. Luis B. Sánchez, que había trabajado en ferrocarriles en el sur del país, y originario de Coahuila, agricultor de la zona y fundador de la colonia Agrícola Nuevo León, solicitó a la gerencia del Inter-california que estableciera una estación en el kilómetro 57, para poder embarcar directamente el trigo que se cosechaba. Debido a esta estación surgió el poblado estación Coahuila o Kilómetro 57, como se le conoció desde 1940, actualmente nombrado, Colonias Nuevas, y llegaba hasta Riíto, entonces límite entre Baja California y Sonora.

## Inicios del Ferrocarril Sonora Baja California
El 20 de marzo de 1937 oficialmente inició el tendido de la vía, habiéndose realizado una ceremonia oficial para la colocación del primer clavo, a la que asistió el Gobernador del Territorio Norte de la Baja California, Coronel Rodolfo Sánchez Taboada, el señor Ulises Irigoyen, director general de Ferrocarriles en Construcción, en representación del Presidente Cárdenas, y otros funcionarios. A este ferrocarril se le nombró en ese tiempo: Ferrocarril Fuentes Brotantes-Punta Peñasco.
En 1941 en que el ferrocarril Inter-California fue vendido al gobierno mexicano.
Cuando terminó la Segunda Guerra Mundial, los trabajos prosiguieron y en junio de 1946 se reanudó el tendido de rieles, abriéndose dos frentes en sentido opuesto, uno a partir de Puerto Peñasco al este, y otro de Benjamín Hill hacia el hacia el oeste. En 1947 que se conectó Puerto Peñasco con Benjamín Hill. En esta forma, el 16 de diciembre las dos puntas férreas hicieron contacto en el kilómetro 327, a partir de Mexicali.
La operación del tramo Benjamín Hill - Mexicali, fue concedido al Ferrocarril Sonora-Baja California, mismo que cumplió ampliamente con su misión de vincular a Baja California con el macizo continental del país y por muchos años fue el medio de transporte más importante, ya que miles de pasajeros y toneladas de carga fueron movilizados por él.

El escritor Mexicano José Revueltas en 1943, en plena Segunda Guerra Mundial, escribe sobre Mexicali, y sus quehaceres y el ferrocarril Inter-californias, pues fue invitado por su amigo el gobernador Rodolfo Sánchez Taboada. Revueltas sobreviviendo al quemante sol describe y registra lo que ve:...hambre y..., la marca de esos días, la guerra expresada en la vía del ferrocarril de Mexicali por donde Estados Unidos transporte material bélico que va del Atlántico al Pacífico y viceversa. En Mexicali, Revueltas registra el constante tránsito “casi obsesivo” de los carros del South Pacific “conduciendo la más increíble cantidad de cañones, tanques y diversas armas y así lo describe:
"...es el crepúsculo del desierto, la sensación única que solo el desierto puede dar y por un sólo minuto sinfónico, pleno y radiante". "Por las calles de Mexicali pueden verse todos los días grupos de soldados y marinos norteamericanos, que, con licencia, vienen a pasear en el lado mexicano. Son jóvenes y tranquilos, casi infantiles, y muchos de ellos llegan después de haber peleado en Guadacanal o las islas Salomón. Los soldados del ejército yanqui que son mexicanos o de ascendencia mexicana cuentan sus impresiones. Ellos han introducido, para designar a los japoneses, un apodo mixto que tiene atributos del español y del inglés o que, mejor, parece reunir en una síntesis a ambos: los japoneses son “los chapos”, palabra que es una abreviatura de “chaparros” y que a la vez es una deformación del “japs”, que usan los norteamericanos. La impresión […] es, más o menos y con ligeras diferencias, la de que los japoneses deben ser considerados como un enemigo terrible. “Es un soldado, cruel y fanático que cree tener toda la razón de su parte”,

## Las estaciones
Estación Pascualitos era la casa redonda con su ¨Y¨ para dar vuelta de regreso. En 1932 se desprendió un ramal de esta vía, hacia el sur, que partía de Pascualitos hasta Vulcano (Cerro Prieto), para el acarreo de material pétreo para la construcción del bordo de defensa contra las grandes avenidas del río.
La Estación Mexicali, fue construida en 1908 y estaba en el centro histórico, ubicada en donde actualmente se juntan las avenidas Reforma, y el bulevar Adolfo López Mateos, en una propiedad de la familia Rodríguez. la cual permaneció hasta 1964, que fue cuando se incendió, reubicando sus oficinas unos kilómetros al sur, de la ¨Avenida Ferrocarril¨, que hoy es el bulevard Adolfo López Mateos, por el cual corre por el centro del mismo la vía.
¨Estación Cuervos¨, era solamente una población de 13 habitantes cuando llega el tren a este lugar en 1910, posteriormente a finales de los años 50´s que desaparece el Inter-california, sólo se le nombraba ¨Cuervos¨ a secas. Se denominó así porque los maquinistas y personal del tren, tenían que nombrar a las diferentes estaciones con un nombre en especial, como punto de referencia. Debido a que grandes parvadas de cuervos se arrimaban al tren, como un grato recibimiento al maquinista, con lo que deciden nombrarle de esa manera, eran aves que abundaban en esta región, siempre con su clásico graznido, abordando los techos de la estación, postes y en cualquier parte donde pudieran permanecer sin ningún problema.
En estación “Empalme” se encontraba un tanque de agua que alimentaba las máquinas de vapor que se usaban en ese tiempo.
El día 2 de marzo de 1959 el tren dejó de circular el ferrocarril Inter-california de Mexicali hacia Algodones, aunque el contrato fue cancelado definitivamente el 26 de mayo de 1960, por haberse terminado su concesión, por disposiciones del Lic. Adolfo López Mateos.
El 31 de diciembre de 1965, indemnizaron a toda la gente que laboró en el Inter-California, y en diciembre de 1966 el gobierno federal compró al Ferrocarril Inter-California el tramo de 14.31 kilómetros de Mexicali a Pascualitos. Las vías de Estación Pascualitos a Algodones fueron desmanteladas y el derecho de vía se vendió a particulares.

## Los últimos años
La línea del ferrocarril Tijuana-Tecate se asignó al Gobierno del Estado de Baja California, el cual contrató a una compañía estadounidense, Carrizo Gorge Railways (CGR), y a su socio mexicano Ferrocarriles Peninsulares (FPN) para el uso de la vía corta de 44 millas (70.8 kilómetros), la cual se conecta en sus dos extremos a la ruta del antiguo ferrocarril San Diego-Arizona en los Estados Unidos. La empresa CGR tiene la concesión de la mayor parte de la vía en el lado estadounidense. En 1970, el Southern Pacific renunció a las 44 millas del Tijuana-Tecate a favor del Ferrocarril Sonora-Baja California, S.A. de C.V. Las vías entre Tijuana - San Isidro a San Diego son utilizadas por el San Diego Trolley. 
En los últimos años para no olvidar este ferrocarril algunos ciudadanos han recreado en la vieja ruta del Inter-Californias, por la carretera Mexicali - San Luis pequeños vagones de ferrocarril cerca del Ejido Cuernavaca. En Paredones (coordenadas GPS del sistema de navegación del vehículo: 32.60456800, -114.92720700), y otros poblados todavía pueden verse las viejas construcciones de las estaciones.
Las vías del tren y el callejón Sonora, limitan Sonora de Baja California en la zona conurbada de km. 57 o Colonias nuevas Baja California y el poblado Luis B. Sánchez.
De 2016 a 2018, la "Línea del Desierto" que es el ramal del ferrocarril Calexico - San Diego, obtuvo la aprobación para la restauración de 113 km de vía, 57 puentes y 17 túneles, desde Tecate Ca. hasta Plaster City, mismo que en 2022, no se había iniciado, pero continuaban las intenciones.